# Hôn nhân cùng giới ở Chile
Chile đã công nhận các kết hợp dân sự kể từ ngày 22 tháng 10 năm 2015. Vào ngày 28 tháng 1 năm 2015, Quốc hội đã phê chuẩn dự luật công nhận kết hợp dân sự cho các cặp cùng giới và khác giới, cung cấp một số quyền của hôn nhân. Dự luật đã được ký thành luật vào ngày 13 tháng 4 năm 2015 và được công bố trên Công báo vào ngày 21 tháng 4 năm 2015 và có hiệu lực vào ngày 22 tháng 10 năm 2015.
Vào tháng 4 năm 2015, để đáp lại một vụ kiện được đệ trình trước Tòa án Nhân quyền liên Mỹ (IACHR) nhằm lật lại lệnh cấm kết hôn cùng giới, Chính phủ Chile, các nhóm LGBT địa phương và Ủy ban Nhân quyền Liên Mỹ đã ký một thỏa thuận thân thiện, trong đó Chính phủ cam kết hợp pháp hóa hôn nhân cùng giới. Dự luật về hiệu ứng này đã được giới thiệu trước Quốc hội vào tháng 8 năm 2017, nhưng không được thông qua trước tháng 3 năm 2018, khi một Chính phủ mới được khánh thành. Thỏa thuận này và phán quyết tháng 1 năm 2018 của IACHR, nêu rõ các quốc gia ký kết Công ước Nhân quyền Hoa Kỳ phải hợp pháp hóa hôn nhân cùng giới, đã gây áp lực lên Chính phủ mới để hợp pháp hóa hôn nhân cùng giới..Tuy nhiên ngày 7 tháng 12 năm 2021,cả Thượng viện và Hạ viện của Quốc hội Chile đã đồng loạt bỏ phiếu ủng hộ dự luật hôn nhân cùng giới.Tổng thống Chile đương nhiệm cũng ủng hộ dự luật và cho biết sẽ ký thành luật.Ngày 9 tháng 12 năm 2021, Tổng thống Chile Sebastian Pinera đã ký đạo luật hợp pháp hóa hôn nhân cùng giới ở nước này.Đây được coi là chiến thắng lịch sử sau những cuộc chiến pháp lý về vấn đề trên sau gần một thập kỷ.Với luật trên,Chile trở thành quốc gia thứ 30 trên thế giới hợp pháp hóa hôn nhân cùng giới.

## Kết hợp dân sự

### Tổng thống đầu tiên của Bachelet
Trong Chiến dịch tranh cử tổng thống tháng 1 năm 2006 cả Tổng thống Michelle Bachelet và ứng cử viên trung tâm Sebastián Piñera đã lên tiếng ủng hộ kết hợp dân sự, nhưng Nhà thờ Công giáo và nhiều thành viên của Quốc hội đã phản đối.
Vào tháng 10 năm 2009, một dự luật kết hợp dân sự đã được đưa ra nhưng không được thông qua.

### Tổng thống đầu tiên của Piñera
Trong thời gian tranh cử tổng thống năm 2009, Piñera tuyên bố sẽ chấm dứt phân biệt đối xử dựa trên xu hướng tính dục và đưa một cặp đôi đồng tính vào một trong những quảng cáo chiến dịch truyền hình của mình.
Vào tháng 6 năm 2010, Thượng nghị sĩ Andrés Allamand (Đổi mới quốc gia) đã đệ trình một dự luật lên Quốc hội để cho phép "Thỏa thuận chung." (tiếng Tây Ban Nha: Acuerdo de Vida en Común), sẽ mở cửa cho cả các cặp đôi khác giới và cùng giới. Vào ngày 3 tháng 8 năm 2010, Thượng nghị sĩ Fulvio Rossi (Đảng Xã hội) đã đưa ra một dự luật hợp pháp hóa hôn nhân cùng giới ở nước này. Trong tuần đầu tiên của tháng 9 năm 2010, một số thượng nghị sĩ ủng hộ dự luật tuyên bố họ sẽ rút lại sự ủng hộ sau khi nói chuyện với các thành viên của Nhà thờ Eveachical, và thay vào đó tuyên bố ủng hộ dự luật liên minh dân sự do Thượng nghị sĩ Allamand giới thiệu.
Vào tháng 5 năm 2011, Tổng thống Piñera tuyên bố rằng ông ủng hộ một dự luật sắp tới sẽ hợp pháp hóa một hình thức liên minh dân sự; Mục đích đã nêu của anh là "bảo vệ và bảo vệ [...] phẩm giá của những cặp vợ chồng đó, cho dù là người khác giới hay thậm chí là cùng giới". Piñera đã giới thiệu một dự luật trước Quốc hội vào tháng 8 năm 2011 cho phép đăng ký sống thử, được gọi là Acuerdo de Vida en Pareja (Thỏa thuận Hợp tác Cuộc sống). Điều này sẽ mang lại cho các đối tác chưa kết hôn nhiều quyền lợi hiện chỉ được hưởng bởi các cặp vợ chồng, chẳng hạn như thừa kế và một số phúc lợi xã hội và chăm sóc sức khỏe nhất định. Theo luật của Piñera, các cặp cùng giới sẽ có thể đăng ký quan hệ đối tác dân sự với một công chứng viên.
Vào ngày 10 tháng 4 năm 2013, luật Acuerdo de Vida en Pareja tạo ra các liên minh dân sự ở Chile đã được phê chuẩn bởi Ủy ban Hiến pháp, Luật và Tư pháp của Thượng viện, với tỷ lệ bỏ phiếu 4-1. Vào ngày 7 tháng 1 năm 2014, Thượng viện đã bỏ phiếu 28-6 ủng hộ luật pháp, nhưng dự luật đã không được Phòng đại biểu bỏ phiếu trước khi kết thúc phiên họp quốc hội vào tháng 3 năm 2014, mặc dù đây là vấn đề ưu tiên của Piñera.

### Tổng thống thứ hai của Bachelet
Khi Michelle Bachelet một lần nữa nhậm chức Tổng thống vào tháng 3 năm 2014, bà đã ưu tiên thông qua dự luật kết hợp dân sự của Piñera.
Vào ngày 5 tháng 8 năm 2014, một ủy ban Thượng viện đã phê chuẩn dự luật kết hợp dân sự. Vào ngày 7 tháng 10 năm 2014, dự luật đã được Thượng viện thông qua và chuyển đến Phòng đại biểu.
Tên của luật đã được đổi thành Hiệp ước dân sự (tiếng Tây Ban Nha: Pacto de Unión Civil) vào ngày 17 tháng 12 và Quốc hội nhắc lại ý định tổ chức bỏ phiếu cuối cùng vào tháng 1/2015. Vào ngày 6 tháng 1 năm 2015, một điều khoản công nhận hôn nhân nước ngoài là liên minh dân sự đã được phê chuẩn trong Ủy ban Hiến pháp trong khi điều khoản nhận con nuôi bị từ chối. Dự luật đã đi đến một cuộc bỏ phiếu cuối cùng trước cả Thượng viện và Hạ viện khi nó được sửa đổi. Vào ngày 13 tháng 1, toàn bộ Hạ viện đã tái xác nhận điều khoản nhận con nuôi. Vào ngày 20 tháng 1 năm 2015, Phòng đã phê chuẩn dự luật về số phiếu từ 86 đến 23 với 2 phiếu trắng. Vào ngày 27 tháng 1, Thượng viện đã từ chối tất cả các sửa đổi của Phòng, vì vậy dự luật được chuyển đến ủy ban chung của cả hai nhà. Ủy ban đã đạt được thỏa thuận liên quan đến văn bản của dự luật và đổi tên thành Thỏa thuận Kết hợp Dân sự (tiếng Tây Ban Nha: Acuerdo de Unión Civil) cùng ngày Dự luật đã được thông qua ở cả hai nhà vào ngày 28 tháng 1 năm 2015. Một số nhà lập pháp đã yêu cầu Tòa án Hiến pháp Chile xác minh tính hợp hiến của dự luật, được tòa án giữ nguyên trong một phán quyết được đưa ra vào ngày 6 tháng 4 năm 2015. Dự luật đã được Tổng thống Bachelet ký vào ngày 13 tháng 4 năm 2015. Nó được xuất bản trên Công báo vào ngày 21 tháng 4 năm 2015 và có hiệu lực vào ngày 22 tháng 10 năm 2015.
Các điều khoản của kết hợp dân sự Chile cho phép các cặp vợ chồng đòi trợ cấp hưu trí và thừa kế tài sản nếu đối tác dân sự của họ chết cũng như tài sản đồng sở hữu dễ dàng hơn và đưa ra quyết định y tế cho nhau. Tất cả các tranh chấp và xung đột liên quan đến các đối tác dân sự được giải quyết bởi Tòa án Gia đình. Chính phủ ước tính tại thời điểm luật có hiệu lực, khoảng hai triệu cặp vợ chồng Chile sống thử có thể được công đoàn của họ công nhận về mặt pháp lý. Vào ngày sau khi luật có hiệu lực, khoảng 1.600 cặp vợ chồng đã đăng ký để đăng ký công đoàn của họ.
Vào ngày 1 tháng 12 năm 2016, Phòng đại biểu nhất trí thông qua, với sáu điều khoản, một dự luật để cấp cho các cặp vợ chồng tham gia vào một liên minh dân sự năm ngày, như các cặp vợ chồng mới cưới. Dự luật đã được Thượng viện phê chuẩn vào tháng 10 năm 2017, trong một cuộc bỏ phiếu nhất trí 15-0. Nó có hiệu lực vào ngày 8 tháng 11 năm 2017.

### Số liệu thống kê
Từ tháng 1 đến tháng 12 năm 2016, 7.338 kết hợp dân sự đã được thực hiện tại Chile. Trong số này, 75% là giữa các cặp vợ chồng dị tính, 25% còn lại là giữa các cặp cùng giới. 41% của tất cả các cặp này đã diễn ra trong Vùng đô thị Santiago. 9.535 kết hợp dân sự đã được thực hiện từ tháng 10 năm 2015 đến tháng 12 năm 2016.
21.189 cặp vợ chồng đã thành lập kết hợp dân sự vào tháng 10 năm 2018, ba năm sau khi luật có hiệu lực. Trong đó, 16.483 là các cặp đôi khác giới (hoặc 77,8%), 2.253 là các cặp đồng tính nữ (hoặc 10,6%) và 2.453 là các cặp đồng tính nam (hoặc 11,6%). Số liệu thống kê cho các cặp cùng giới theo vùng như sau: 58 ở Arica y Parinacota, 93 ở Tarapacá, 199 ở Antofagasta, 72 ở Atacama, 149 ở Coquimbo, 646 ở Valparaíso, 2.621 ở Santiago, 216 ở O'Higgins, 143 ở Maule, 0 ở Ñuble, 242 ở Bío Bío, 79 ở Araucanía, 48 ở Los Ríos, 102 ở Los Lagos, 6 ở Aysén và 32 ở Magallanes.
| Năm  | Kết hợp dân sự | Kết hợp dân sự | Kết hợp dân sự | Dị tính kết hợp | Tổng cộng kết hợp | % cùng giới |
| Năm  | Nữ             | Nam            | Tổng cộng      | Dị tính kết hợp | Tổng cộng kết hợp | % cùng giới |
| ---- | -------------- | -------------- | -------------- | --------------- | ----------------- | ----------- |
| 2015 | 277            | 358            | 635            | 1,562           | 2,197             | 28.9%       |
| 2016 | 767            | 888            | 1,655          | 5,683           | 7,338             | 22.6%       |
| 2017 | 666            | 639            | 1,305          | 4,972           | 6,277             | 20.8%       |

## Hôn nhân cùng giới

### Lịch sử

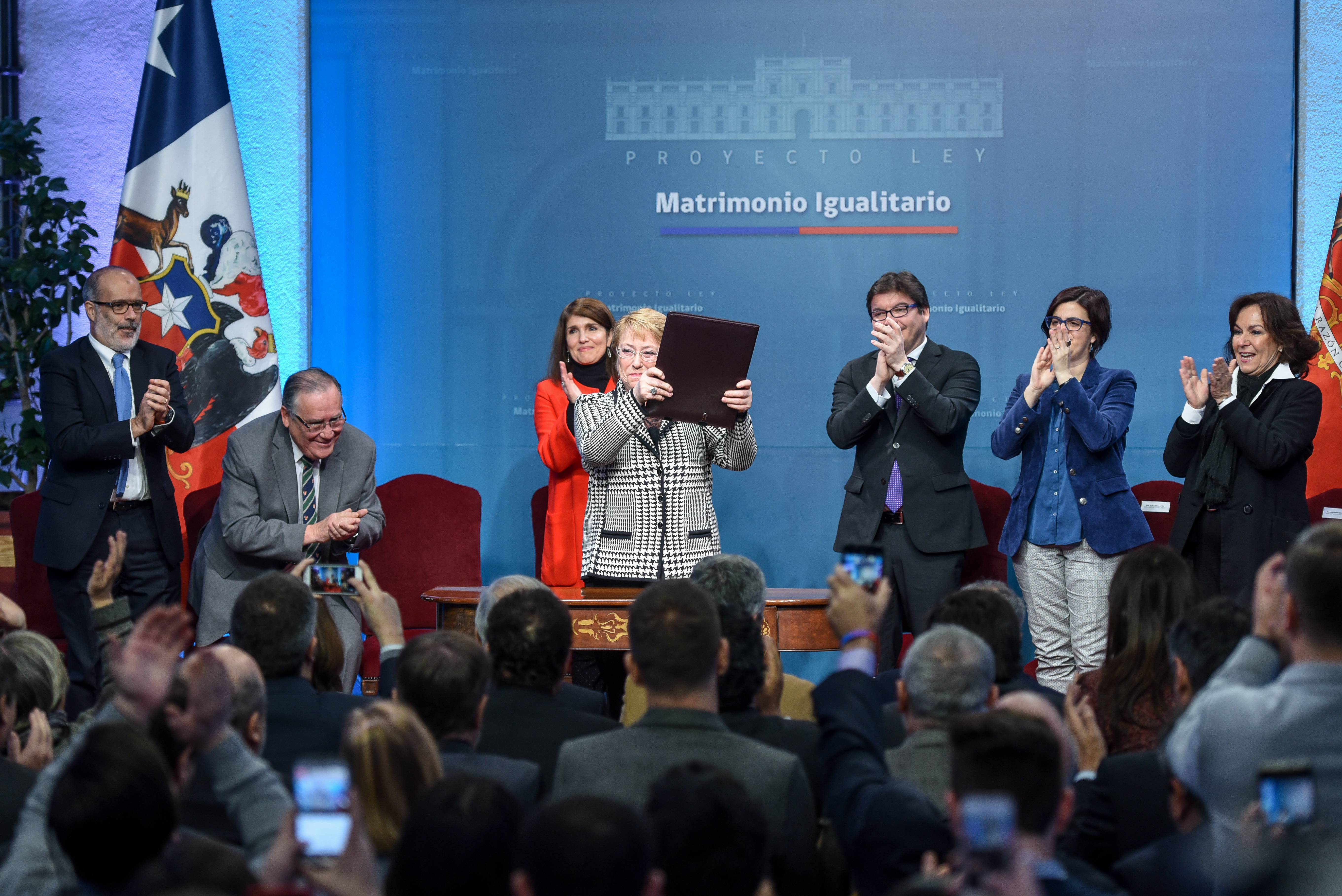
Tổng thống Michelle Bachelet giới thiệu dự luật kết hôn cùng giới trước Quốc hội.

Michelle Bachelet tuyên bố vào ngày 11 tháng 4 năm 2013 rằng cô ủng hộ hôn nhân cùng giới và sẽ tìm cách hợp pháp hóa nó nếu được bầu làm tổng thống trong tháng 11 năm 2013. Bachelet, người trước đây là tổng thống Chile từ năm 2006 đến 2010, đã giành chiến thắng trong cuộc bầu cử vào ngày 15 tháng 12 năm 2013.
Vào ngày 10 tháng 12 năm 2014, một nhóm thượng nghị sĩ từ nhiều đảng khác nhau đã tham gia nhóm LGBT MOVILH trong việc trình bày một dự luật cho phép kết hôn cùng giới và nhận con nuôi vào Quốc hội. MOVILH đã đàm phán với Chính phủ Chile để tìm kiếm một giải pháp hợp lý cho vụ kiện hôn nhân đang chờ xử lý chống lại nhà nước trước Tòa án Nhân quyền Liên Mỹ (xem bên dưới). Nhóm đề nghị họ sẽ bỏ vụ án nếu Quốc hội của Bachelet giữ lời hứa hợp pháp hóa hôn nhân cùng giới. Vào ngày 17 tháng 2 năm 2015, các luật sư đại diện cho Chính phủ và MOVILH đã gặp nhau để thảo luận về một giải pháp hòa giải cho vụ kiện hôn nhân cùng giới. Chính phủ tuyên bố sẽ bỏ sự phản đối của họ đối với hôn nhân cùng giới. Một thỏa thuận chính thức giữa hai bên và Ủy ban Nhân quyền Liên Mỹ đã được ký vào tháng 4 năm 2015. Chính phủ Chile cam kết hợp pháp hóa hôn nhân cùng giới.
Vào ngày 1 tháng 7 năm 2016, Chính phủ tuyên bố sẽ bắt đầu tham vấn về dự luật kết hôn cùng giới vào tháng 9 năm 2016, với mục đích hoàn tất vào giữa năm 2017 và cho biết họ coi lệnh cấm kết hôn cùng giới là vi phạm nhân quyền. Tổng thống Bachelet tuyên bố trước hội đồng Đại hội đồng Liên Hợp Quốc vào tháng 9 năm 2016 rằng Chính phủ Chile sẽ đệ trình dự luật kết hôn cùng giới tới Quốc hội "trong nửa đầu năm 2017." Vào tháng 6 năm 2017, cô đã tuyên bố trong một bài phát biểu trước Quốc hội rằng Chính phủ của cô sẽ gửi một dự luật tới Cơ quan lập pháp vào nửa cuối năm 2017 để cho phép kết hôn cùng giới. Chính phủ sau đó đã xác nhận dự luật sẽ cho phép các cặp cùng giới có quyền nhận con nuôi. Vào ngày 28 tháng 8 năm 2017, dự luật đã được gửi đến Quốc hội. Dự luật đã chính thức được đệ trình lên Thượng viện vào ngày 5 tháng 9 và được chuyển đến Ủy ban Hiến pháp, Pháp chế, Tư pháp và Quy định.
Vào ngày 19 tháng 11 năm 2017, Chile đã tổ chức bầu cử quốc hội và vòng đầu tiên của cuộc bầu cử tổng thống. Theo La Tercera và các nhà hoạt động LGBT địa phương, phần lớn trong số các Đại biểu mới được bầu và Thượng viện ủng hộ hôn nhân cùng giới.
Ủy ban Hiến pháp, Pháp chế, Tư pháp và Quy định của Thượng viện bắt đầu kiểm tra dự luật vào ngày 27 tháng 11 năm 2017. Hai ngày trước đó, ước tính 100.000 người đã tuần hành tại Santiago để ủng hộ việc thông qua dự luật. Những người tham gia bao gồm nhiều nhà lập pháp và nhà ngoại giao, bao gồm cả ứng cử viên tổng thống Alejandro Guillier.
Vào ngày 17 tháng 12 năm 2017, Sebastián Piñera, người cá nhân phản đối hôn nhân cùng giới, đã được bầu lại làm tổng thống. Tuy nhiên, Piñera tuyên bố rằng ông sẽ tôn trọng thỏa thuận tháng 4 năm 2015 với Ủy ban Nhân quyền Liên Mỹ, nói rằng "các cam kết quốc tế của Chile sẽ được thực hiện".
Trước một phán quyết tháng 1 năm 2018 Tòa án Nhân quyền Liên Mỹ, đòi hỏi các nước ký kết Công ước Mỹ về Nhân quyền để hợp pháp hóa hôn nhân cùng giới, nhóm ủng hộ LGBT MOVILH kêu gọi Piñera thực hiện và tuân theo quyết định. Đầu tháng 3 năm 2018, một phát ngôn viên của Chính quyền Piñera tuyên bố rằng việc thông qua dự luật hôn nhân cùng giới sẽ không phải là ưu tiên, nhưng Chính phủ Piñera sẽ không phủ quyết hoặc phản đối.
Đầu tháng 4 năm 2018, Ủy ban Nhân quyền Liên Mỹ đã triệu tập Chính phủ Chile tới một cuộc họp để giải quyết tình trạng của các biện pháp trong thỏa thuận thân thiện đạt được vào tháng 4 năm 2015. Cuộc họp diễn ra tại Cộng hòa Dominican vào ngày Ngày 3 tháng 5 năm 2018. Chính phủ đã thông báo cho Ủy ban về tình hình về dự luật kết hôn cùng giới và vị trí dự định thực hiện. Ngay trước ngày 3/5, Chính phủ Chile đã chính thức tuyên bố sẽ tiếp tục tôn trọng thỏa thuận tháng 4/2015.
Vào ngày 17 tháng 5 năm 2018, Ngày quốc tế chống kì thị đồng tính, song tính và chuyển giới, Piñera đã ký thỏa thuận thân thiện và cam kết tiếp tục công việc của Chính phủ trước đó trong việc hợp pháp hóa hôn nhân cùng giới. Cuộc tranh luận của ủy ban về dự luật hôn nhân cùng giới được nối lại vào ngày 9 tháng 1 năm 2019, và sẽ tiếp tục vào tháng 5.
Cuộc thảo luận của ủy ban về dự luật hôn nhân cùng giới được nối lại vào ngày 9 tháng 1 năm 2019, và tiếp tục thảo luận vào tháng Năm. Vào tháng 5 năm 2019, Chủ tịch Thượng viện Jaime Quintana nói rằng hai dự luật về hôn nhân cùng giới và nhận con nuôi cùng giới sẽ được ưu tiên trong chương trình nghị sự của Thượng viện. Vào tháng 7 năm 2019, khi đảm nhận vai trò chủ tịch Ủy ban Hiến pháp, Thượng nghị sĩ Felipe Harboe (PPD) bắt đầu theo dõi thủ tục của dự luật hôn nhân cùng giới, khi các đảng đối lập tuyên bố ý định thúc đẩy thảo luận về dự luật trong nửa sau của phiên họp Quốc hội, kết thúc vào tháng 1 năm 2020. Vào ngày 16 tháng 1 năm 2020, dự luật đã được phê chuẩn tại Thượng viện bằng cách bỏ phiếu với tỉ lệ 22-16 phiếu, Thượng viện Chile chấp thuận hôn nhân cùng giới..Vào ngày 7 tháng 12 năm 2021,cả Thượng viện và Hạ viện của Quốc hội Chile đã đồng loạt bỏ phiếu ủng hộ dự luật hôn nhân cùng giới.Tổng thống Chile đương nhiệm cũng ủng hộ dự luật và cho biết sẽ ký thành luật.Ngày 9 tháng 12 năm 2021, Tổng thống Chile Sebastian Pinera đã ký đạo luật hợp pháp hóa hôn nhân cùng giới ở nước này.Đây được coi là chiến thắng lịch sử sau những cuộc chiến pháp lý về vấn đề trên sau gần một thập kỷ.Với luật trên,Chile trở thành quốc gia thứ 30 trên thế giới hợp pháp hóa hôn nhân cùng giới.

### Nỗ lực sửa đổi Hiến pháp
Để đáp ứng với luật pháp được đề xuất và các cuộc chiến pháp lý tiềm tàng đang diễn ra tại Tòa án hiến pháp, các thành viên của Liên minh Dân chủ Độc lập đã đưa ra một sửa đổi hiến pháp vào ngày 11 tháng 8 năm 2011, tìm cách định nghĩa hôn nhân là sự kết hợp giữa nam và nữ, nhưng dự luật không bao giờ đạt được một cuộc bỏ phiếu.
Vào ngày 16 tháng 6 năm 2016, hai nghị sĩ Liên minh Dân chủ Độc lập đã đưa ra một dự luật sửa đổi Hiến pháp để cấm kết hôn cùng giới và cấm các cặp cùng giới từ nhận con nuôi.

## Những thách thức pháp lý
Tòa án Hiến pháp Chile đã nghe các tranh luận vào ngày 28 tháng 7 năm 2011, liên quan đến tính hợp hiến của Điều 102 Bộ luật Dân sự cấm kết hôn cùng giới, nhưng nó đã ra phán quyết trong cuộc bỏ phiếu 9-1 vào ngày 3 tháng 11 rằng lệnh cấm không vi hiến.
Năm 2012, một vụ kiện hôn nhân cùng giới đã được đệ trình trước Tòa án Nhân quyền Liên Mỹ. Chính phủ của Piñera tuyên bố phản đối vụ kiện năm 2013. Sau khi Michelle Bachelet, người cam kết biến hôn nhân cùng giới thành hiện thực, đã được khánh thành với tư cách là Tổng thống Chile năm 2014, nhóm quyền LGBT MOVILH tuyên bố rằng họ sẽ tìm kiếm một giải pháp hòa giải cho trường hợp với nhà nước. Vào ngày 17 tháng 2 năm 2015, các luật sư đại diện cho Chính phủ và nhóm quyền LGBT MOVILH đã gặp nhau để thảo luận về một giải pháp hòa giải cho vụ kiện hôn nhân cùng giới trước Ủy ban Nhân quyền Liên Mỹ. Chính phủ tuyên bố sẽ bỏ sự phản đối của họ đối với hôn nhân cùng giới. Một thỏa thuận chính thức đã được ký vào tháng Tư và vụ kiện tiếp tục theo luật sư của MOVILH, người tuyên bố rằng vụ kiện sẽ tiếp tục tồn tại cho đến khi Chile ban hành luật hôn nhân cùng giới.
Vào ngày 10 tháng 6 năm 2016, Phòng thứ ba của Tòa phúc thẩm của Santiago đã từ chối một vụ kiện khác do MOVILH đệ trình. Tòa án cho rằng luật pháp Chile không cho phép kết hôn cùng giới và vì vậy, Cơ quan đăng ký dân sự không thể kết hôn với các cặp cùng giới. Hơn nữa, Tòa án giải thích rằng việc mở hôn nhân cho các cặp cùng giới không nên được quyết định bởi tư pháp mà bởi các nhánh khác của chính phủ.
Vào tháng 12 năm 2018, Tòa án Tối cao Chile đã phán quyết rằng hôn nhân là một quyền cơ bản, trong trường hợp các chuyên gia pháp lý tin rằng có thể mở đường cho hôn nhân cùng giới. Ngay sau khi phán quyết, một cặp vợ chồng cùng giới đã đệ đơn kiện chống lại lệnh cấm kết hôn cùng giới, cho rằng đó là vi hiến và vi phạm nhân quyền. Vào tháng 4 năm 2019, sau khi Tòa án Tối cao chuyển vụ việc trở lại Tòa án phúc thẩm của Santiago vì vi phạm hiến pháp có thể xảy ra, tòa án sau đó đã từ chối xem xét lại vấn đề trên cơ sở hiến pháp, nghĩa là Tòa án Tối cao sẽ phải phán quyết vấn đề với tài chính trong những tháng tới.

## Dư luận
Một cuộc thăm dò tháng 4 năm 2009 đã kết luận rằng chỉ có 33,2% Chile ủng hộ cho phép các cặp cùng giới kết hôn, với 65,2% phản đối. Tuy nhiên, sự ủng hộ của những người trẻ tuổi cao hơn nhiều: theo một nghiên cứu của Viện Thanh niên Quốc gia Chile, 56% những người trong độ tuổi từ 15 đến 29 ủng hộ hôn nhân cùng giới, trong khi 51,3% ủng hộ việc nhận con nuôi cùng giới. Một cuộc thăm dò năm 2014 cho thấy 70% thanh niên ủng hộ hôn nhân cùng giới.
Một cuộc thăm dò CEP toàn quốc vào tháng 7 năm 2011 cho thấy 52% người Chile ủng hộ việc trao quyền hợp pháp cho các công đoàn cùng giới: 18% ủng hộ việc kết hôn dân sự cho các cặp cùng giới, trong khi 34% thích cho các cặp cùng giới là "liên minh hợp pháp ". Khi câu hỏi được đưa ra một chút, 57% người Chile đã chống lại hôn nhân cùng giới trong đó "quyền lợi tương tự như một cặp vợ chồng dị tính được đảm bảo" và 27% ủng hộ, trong khi sự ủng hộ cho một "liên minh hợp pháp" của các cặp cùng giới cao hơn ở mức 35%, với 57% so với. Trong tất cả các câu hỏi, sự hỗ trợ cho các công đoàn cùng giới cao hơn ở những người trẻ tuổi và được giáo dục tốt hơn. Trong trường hợp nhận nuôi con bởi một cặp đồng tính nữ, 24% ủng hộ và 61% chống lại. Hỗ trợ thấp hơn cho các cặp đồng tính nam: 20% ủng hộ và 64% chống lại.
Một cuộc thăm dò tháng 8 năm 2012 cho thấy 54,9% người Chile ủng hộ hôn nhân cùng giới, trong khi 40,7% phản đối.
Theo khảo sát của Pew Research Center, được thực hiện từ ngày 11 tháng 11 đến ngày 16 tháng 12 năm 2013, 46% người Chile ủng hộ hôn nhân cùng giới, 42% phản đối.
Theo nhà bình chọn người Chile Cadem Plaza Pública, vào cuối năm 2014, 55% người Chile đã ủng hộ hôn nhân cùng giới, trong khi 39% chống lại.
Một cuộc thăm dò được thực hiện vào tháng 9 năm 2015 bởi Cadem Plaza Pública đã nói ở trên cho thấy 60% người Chile ủng hộ hôn nhân cùng giới, mức cao nhất từng được ghi nhận trong dân số nói chung. Người Chile phản đối hôn nhân giữa các cặp cùng giới ở mức 36%. Cuộc khảo sát năm 2016 của người thăm dò ý kiến này cho thấy 61% ủng hộ và 36% phản đối. Một cuộc thăm dò thêm được thực hiện vào tháng 7 năm 2017 bởi cùng một tổ chức đã tìm thấy sự hỗ trợ của 61% và sự phản đối ở mức 32%.
Một cuộc thăm dò nghiên cứu giáo dục công dân và công dân quốc tế năm 2016, được công bố vào tháng 4 năm 2018, cho thấy 79% học sinh lớp tám Chile (13-14 tuổi) ủng hộ hôn nhân cùng giới. Nghiên cứu cũng bao gồm bốn quốc gia Mỹ Latinh khác, trong đó Chile có mức hỗ trợ cao nhất: Mexico ở mức 78%, Colombia mức 63%, Peru ở mức 48% và Cộng hòa Dominican ở mức 38%. Chile đã tăng 21% so với năm 2009.
AmericaBarometer 2017 cho thấy 59% người Chile ủng hộ hôn nhân cùng giới.
Một cuộc thăm dò được thực hiện cho Cooperativa e Imaginaccion, từ ngày 24 đến 27 tháng 8 năm 2017, cho thấy 62,2% người Chile ủng hộ hôn nhân cùng giới, 34,8% chống lại. Trong cùng một cuộc thăm dò, 47% ủng hộ việc nhận con nuôi cùng giới, 51,2% phản đối.
Một cuộc thăm dò được thực hiện bởi Cadem Plaza Pública vào tháng 4 năm 2018 đã tìm thấy sự ủng hộ cho hôn nhân cùng giới ở mức 64% và sự phản đối ở mức 34%. 2% không chắc chắn/từ chối trả lời. Ngoài ra, hỗ trợ và phản đối việc nhận con nuôi cùng giới đều ở mức 49%.